# Гримакко
Гримакко (итал. Grimacco) — коммуна в Италии, располагается в регионе Фриули-Венеция-Джулия, в провинции Удине.
Население составляет 427 человек (2008 г.), плотность населения составляет 31 чел./км². Занимает площадь 15 км². Почтовый индекс — 33040. Телефонный код — 0432.
Покровителем коммуны почитается святой Валентин Интерамнский. Праздник ежегодно празднуется 14 февраля.

## Демография
Динамика населения:

## Администрация коммуны
- Официальный сайт: http://www.comune.grimacco.ud.it/ Архивная копия от 28 марта 2010 на Wayback Machine